# Дубово-букова ділянка (пам'ятка природи)
Дубо́во-бу́кова діля́нка — ботанічна пам'ятка природи місцевого значення в Україні. Розташована в межах Кіцманського району Чернівецької області, на південний захід від села Ревне.
Площа 2,3 га. Статус присвоєно згідно з рішенням облвиконкому від 30.05.1979 року № 198. Перебуває у віданні ДП «Чернівецький лісгосп» (Ревнянське л-во, кв. 5, вид. 2).
Статус присвоєно для збереження частини лісового масиву з дубово-буковими насадженнями. Вік буків 140 років, дубів 200-260 років. Є окреме дерево дуба черешчатого віком 450 років.